# Prima Lega 2020-2021 (Egitto)
La Prima Lega egiziana 2020-2021 è stata la 62ª edizione della massima competizione calcistica egiziana. La stagione è iniziata l'11 dicembre 2020 e si è conclusa il 28 agosto 2021.
La squadra vincitrice della competizione, alla penultima giornata di campionato, è stato lo Zamalek, che si è aggiudicato il campionato per la 13ª volta scalzando l'Al-Ahly dal primato in classifica dopo 5 stagioni consecutive.

## Stagione

### Novità
Nel corso della stagione precedente sono state retrocesse  l'Haras El-Hodood, il Tanta e lo ZED. Queste squadre sono state sostituite dalle neopromosse National Bank of Egypt, Ceramica Cleopatra e Ghazl El-Mehalla.

### Formula
Le 18 squadre partecipanti si affrontano due volte in un girone di andata e uno di ritorno per un totale di 34 giornate.

La prima e la seconda classificata accedono alla edizione successiva del CAF Champions League, mentre la terza e la quarta classificata accedono all'edizione successiva della Coppa della Confederazione CAF.

Le ultime tre classificate retrocedono in Seconda Divisione.

## Squadre partecipanti
| Club                   | Stagione | Città                | Stadio                                | Stagione precedente                       |
| ---------------------- | -------- | -------------------- | ------------------------------------- | ----------------------------------------- |
| Al-Ahly                | dettagli | Il Cairo             | Stadio Al Salam                       | 1º posto in Prima Lega                    |
| Al-Ittihad Alessandria | dettagli | Alessandria d'Egitto | Stadio di Alessandria                 | 10º posto in Prima Lega                   |
| Al-Masry               | dettagli | Porto Said           | Stadio Borg El Arab                   | 7º posto in Prima Lega                    |
| Al-Mokawloon           | dettagli | Il Cairo             | Stadio Osman Ahmed Osman              | 4º posto in Prima Lega                    |
| Aswan                  | dettagli | Assuan               | Stadio Assuan                         | 14º posto in Prima Lega                   |
| Ceramica Cleopatra     | dettagli | Giza                 | Stadio Internazionale del Cairo       | 1º posto in Seconda Divisione/B, promosso |
| El-Entag El-Harby      | dettagli | Il Cairo             | Stadio Al Salam                       | 8º posto in Prima Lega                    |
| El Gaish               | dettagli | Il Cairo             | Stadio Gehaz El Reyada                | 12º posto in Prima Lega                   |
| El-Gouna               | dettagli | El Gouna, Hurghada   | Stadio Khaled Bichara                 | 13º posto in Prima Lega                   |
| ENPPI                  | dettagli | Il Cairo             | Stadio Petro Sport                    | 6º posto in Prima Lega                    |
| Ghazl El-Mehalla       | dettagli | El-Mahalla El-Kubra  | Stadio El-Mehalla                     | 1º posto in Seconda Divisione/C, promossa |
| Ismaily                | dettagli | Ismailia             | Stadio Ismailia                       | 11º posto in Prima Lega                   |
| Misr Lel Makasa        | dettagli | al-Fayyum            | Stadio al-Fayyum                      | 9º posto in Prima Lega                    |
| National Bank of Egypt | dettagli | Il Cairo             | Stadio della Banca nazionale d'Egitto | 1º posto in Seconda Divisione/A, promosso |
| Pyramids               | dettagli | Giza                 | Stadio del 30 giugno                  | 3º posto in Prima Lega                    |
| Smouha                 | dettagli | Alessandria d'Egitto | Stadio Borg El Arab                   | 5º posto in Prima Lega                    |
| Wadi Degla             | dettagli | Il Cairo             | Stadio del 30 giugno                  | 15º posto in Prima Lega                   |
| Zamalek                | dettagli | Giza                 | Stadio Internazionale del Cairo       | 2º posto in Prima Lega                    |

## Classifica finale
|                   | Pos. | Squadra                | Pt | G  | V  | N  | P  | GF | GS | DR  |
| ----------------- | ---- | ---------------------- | -- | -- | -- | -- | -- | -- | -- | --- |
| Egitto (bandiera) | 1.   | Zamalek                | 80 | 34 | 24 | 8  | 2  | 61 | 21 | +40 |
|                   | 2.   | Al-Ahly                | 76 | 34 | 22 | 10 | 2  | 72 | 29 | +43 |
|                   | 3.   | Pyramids               | 55 | 34 | 13 | 16 | 5  | 57 | 37 | +20 |
|                   | 4.   | Smouha                 | 54 | 34 | 12 | 18 | 4  | 55 | 42 | +13 |
|                   | 5.   | Al-Masry               | 50 | 34 | 13 | 11 | 10 | 44 | 38 | +6  |
|                   | 6.   | ENPPI                  | 49 | 34 | 12 | 13 | 9  | 39 | 36 | +3  |
|                   | 7.   | Al-Ittihad Alessandria | 48 | 34 | 12 | 12 | 10 | 38 | 36 | +2  |
|                   | 8.   | El Gaish               | 42 | 34 | 10 | 12 | 12 | 41 | 37 | +4  |
|                   | 9.   | Al-Mokawloon           | 41 | 34 | 11 | 8  | 15 | 38 | 48 | -10 |
|                   | 10.  | Ceramica Cleopatra     | 39 | 34 | 8  | 15 | 11 | 41 | 46 | -5  |
|                   | 11.  | Ismaily (-3)           | 38 | 34 | 10 | 11 | 13 | 42 | 44 | -2  |
|                   | 12.  | El-Gouna               | 38 | 34 | 8  | 14 | 12 | 36 | 43 | -7  |
|                   | 13.  | Misr Lel Makasa        | 38 | 34 | 10 | 8  | 16 | 37 | 55 | -18 |
|                   | 14.  | National Bank of Egypt | 35 | 34 | 6  | 17 | 11 | 39 | 44 | -5  |
|                   | 15.  | Ghazl El-Mehalla       | 35 | 34 | 7  | 14 | 12 | 28 | 47 | -19 |
|                   | 16.  | Wadi Degla             | 30 | 34 | 5  | 15 | 14 | 31 | 40 | -9  |
|                   | 17.  | El-Entag El-Harby      | 28 | 34 | 5  | 13 | 16 | 37 | 62 | -25 |
|                   | 18.  | Aswan                  | 27 | 34 | 6  | 9  | 19 | 29 | 61 | -32 |

Legenda:

      Ammessa nella CAF Champions League 2022

      Ammessa nella Coppa della Confederazione CAF 2022

      Retrocesse nella Seconda Divisione 2021-2022

Tre punti a vittoria, uno a pareggio, zero a sconfitta.
La classifica viene stilata secondo i seguenti criteri:
- Punti conquistati
- Punti conquistati negli scontri diretti
- Differenza reti negli scontri diretti
- Reti realizzate negli scontri diretti
- Goal fuori casa negli scontri diretti (solo tra due squadre)
- Differenza reti generale
- Reti totali realizzate
- Fair-play ranking

Note:
L'Ismaily ha scontato 3 punti di penalizzazione.

## Risultati
Ogni riga indica i risultati casalinghi della squadra segnata a inizio della riga, contro le squadre segnate colonna per colonna (che invece avranno giocato l'incontro in trasferta). Al contrario, leggendo la colonna di una squadra si avranno i risultati ottenuti dalla stessa in trasferta, contro le squadre segnate in ogni riga, che invece avranno giocato l'incontro in casa.
|                        | AHL  | ITT  | MAS  | MOK  | ASW  | CER  | ENT  | GAI  | GOU  | ENP  | GHA  | ISM  | MIS  | NAT  | PYR  | SMO  | WAD  | ZAM  |
| ---------------------- | ---- | ---- | ---- | ---- | ---- | ---- | ---- | ---- | ---- | ---- | ---- | ---- | ---- | ---- | ---- | ---- | ---- | ---- |
| Al-Ahly                | –––– | 4-0  | 4-2  | 3-2  | 2-1  | 4-0  | 4-1  | 2-1  | 1-1  | 2-0  | 3-0  | 1-1  | 3-1  | 1-1  | 2-2  | 1-2  | 0-0  | 1-1  |
| Al-Ittihad Alessandria | 1-2  | –––– | 1-1  | 4-2  | 1-3  | 0-0  | 2-0  | 1-1  | 0-1  | 0-1  | 0-0  | 1-0  | 2-1  | 0-0  | 0-2  | 1-1  | 2-1  | 1-2  |
| Al-Masry               | 1-2  | 1-0  | –––– | 3-1  | 3-0  | 2-2  | 2-3  | 1-0  | 1-0  | 1-3  | 1-0  | 0-0  | 0-0  | 0-0  | 1-2  | 0-1  | 2-2  | 0-1  |
| Al-Mokawloon           | 0-2  | 1-3  | 0-1  | –––– | 0-1  | 1-1  | 1-1  | 0-1  | 2-1  | 2-1  | 0-1  | 1-0  | 3-2  | 2-0  | 0-2  | 1-2  | 1-0  | 0-2  |
| Aswan                  | 1-3  | 0-2  | 2-3  | 1-2  | –––– | 1-1  | 2-2  | 2-1  | 1-0  | 1-0  | 1-0  | 0-2  | 2-4  | 0-2  | 0-2  | 1-3  | 1-4  | 0-0  |
| Ceramica Cleopatra     | 0-2  | 1-1  | 1-2  | 1-1  | 1-1  | –––– | 1-1  | 2-1  | 2-1  | 0-2  | 1-1  | 2-3  | 1-1  | 3-1  | 0-1  | 1-1  | 1-2  | 1-2  |
| El-Entag El-Harby      | 2-3  | 1-1  | 0-3  | 1-0  | 1-1  | 0-2  | –––– | 1-2  | 1-1  | 0-0  | 0-1  | 0-2  | 2-1  | 1-3  | 2-2  | 1-1  | 2-2  | 0-2  |
| El Gaish               | 0-0  | 1-2  | 0-0  | 1-1  | 3-0  | 2-2  | 3-0  | –––– | 1-1  | 1-1  | 3-1  | 1-1  | 1-2  | 0-2  | 1-1  | 1-1  | 1-0  | 1-2  |
| El Gouna               | 3-3  | 2-0  | 1-1  | 2-3  | 1-1  | 3-2  | 2-3  | 0-4  | –––– | 1-0  | 0-0  | 2-1  | 1-0  | 1-1  | 1-2  | 2-2  | 2-0  | 0-0  |
| ENPPI                  | 1-3  | 0-0  | 1-1  | 1-1  | 0-1  | 2-1  | 1-1  | 1-1  | 2-0  | –––– | 1-1  | 2-1  | 2-0  | 3-2  | 3-2  | 0-0  | 0-0  | 1-2  |
| Ghazl El-Mehalla       | 1-0  | 1-1  | 1-2  | 1-2  | 0-1  | 0-2  | 1-3  | 2-1  | 0-0  | 1-0  | –––– | 2-2  | 1-2  | 0-0  | 2-2  | 1-1  | 2-2  | 2-1  |
| Ismaily                | 0-2  | 1-2  | 2-1  | 0-1  | 3-2  | 1-2  | 3-3  | 0-0  | 3-2  | 1-1  | 3-1  | –––– | 2-1  | 0-0  | 1-1  | 0-2  | 0-2  | 0-2  |
| Misr Lel Makasa        | 1-4  | 0-4  | 1-1  | 0-0  | 1-0  | 1-2  | 1-0  | 0-2  | 1-0  | 0-1  | 1-0  | 3-1  | –––– | 3-5  | 0-5  | 1-1  | 3-1  | 0-1  |
| National Bank of Egypt | 0-0  | 0-1  | 2-0  | 0-1  | 2-2  | 1-1  | 3-0  | 0-2  | 1-1  | 2-3  | 1-1  | 0-2  | 0-1  | –––– | 0-0  | 2-2  | 1-1  | 1-1  |
| Pyramids               | 0-0  | 1-2  | 0-1  | 3-1  | 2-0  | 2-4  | 3-2  | 1-0  | 1-1  | 1-1  | 6-0  | 2-2  | 1-1  | 1-1  | –––– | 0-3  | 1-1  | 1-1  |
| Smouha                 | 0-4  | 2-2  | 1-1  | 2-2  | 5-0  | 0-0  | 4-2  | 4-2  | 3-1  | 1-1  | 1-1  | 0-3  | 1-1  | 2-2  | 1-1  | –––– | 2-1  | 0-2  |
| Wadi Degla             | 1-2  | 0-0  | 1-3  | 2-1  | 0-0  | 0-0  | 0-0  | 0-1  | 0-0  | 1-2  | 0-1  | 0-0  | 1-1  | 4-2  | 1-3  | 1-2  | –––– | 0-0  |
| Zamalek                | 1-2  | 2-0  | 3-2  | 2-2  | 3-0  | 2-0  | 2-0  | 2-1  | 1-0  | 3-1  | 3-0  | 2-1  | 2-0  | 4-1  | 1-1  | 2-1  | 1-0  | –––– |